# Tolypeutes tricinctus
Tolypeutes tricinctus är en däggdjursart som först beskrevs av Linné 1758.  Tolypeutes tricinctus ingår i släktet trebandade bältor och familjen Dasypodidae. IUCN kategoriserar arten globalt som sårbar. Inga underarter finns listade.
Bältan förekommer i östra Brasilien. Arten vistas där i landskapen Caatinga och Cerradon som kännetecknas av torr växtlighet.
Arten blir ungefär 21 till 30 cm lång (huvud och bål) och har en 6,5 cm lång svans. Den har samma utseende som den sydliga trebandade bältan men har fem tår vid framtassarna. Liksom den andra arten kan Tolypeutes tricinctus rulla ihop sig till ett klot. Pansaren och de tre rörliga banden i mitten har en svartbrun färg. De mellersta tre tår vid bakfötterna är sammanvuxna och täckta av en klo som liknar en hov.
Individerna söker sällan skydd i underjordiska bon. De rullar hellre ihop sig. Troligen äter Tolypeutes tricinctus liksom den andra arten i släktet insekter och andra smådjur. Per kull föds en unge som är väl utvecklad. Den kan gå kort efter födelsen och har redan ett pansar. Ungen diar sin mor cirka 72 dagar. Den blir könsmogen efter 9 till 12 månader.